# Фадден, Артур
Артур Уильям Фадден (3 апреля 1895 — 21 апреля 1973) — австралийский политик, тринадцатый премьер-министр страны.

## Биография
Отец Артура Уильяма Фаддена, Ричард Фадден, был офицером в полиции Уолкерстона (Маккай). В 15 лет он стал подрабатывать на тростниковой ферме, а затем устроился работать на сахарную мельницу в Плейстоу. В 18 лет он стал помощником клерка в городском совете Маккая, а в 21 — клерком. Он изучал бухгалтерский учёт и с 1918 года стал работать бухгалтером в Таунсвилле.
В 1916 году женился на Илме Торнбер. У них четверо детей.
По окончании своей политической карьеры Фадден написал и опубликовал свои мемуары «They Called Me Artie» (1969).

## Политическая карьера
С 1932 по 1935 год Артур Фадден находился в парламенте штата Квинсленд.
С 1936 по 1958 годы Фадден был членом федерального парламента от аграрной партии. Он представлял последовательно округа Дарлинг-Даунс (англ. Darling Downs, 1936—1949 годы) и Макферсон (англ. McPherson, 1949—1958 годы).
В 1940 году Фадден был вторым человеком в партии. Это время, начало Второй мировой войны, характеризуется политической нестабильностью в Австралии. Когда в октябре 1940 года аграрная партия не смогла выбрать своего лидера (основными кандидатами были Эрл Пейдж и Джон Макьюэн), Фадден занял пост исполняющего обязанности лидера. 21 марта 1941 года он стал действующим лидером партии, оставаясь на своём посту 17 лет.
В 1940 году Фадден занимал последовательно ряд министерских постов в правительстве Роберта Мензиса. Он был министром-помощником казначея, министром продовольствия и развития, министром гражданской авиации, казначеем. В январе 1941 году Фадден стал заместителем премьер-министра, а 28 августа того же года — премьер-министром Австралии, после того как Мензис ушёл в отставку. Фадден оставался премьер-министром только два месяца. В октябре 1941 года он потерял поддержку двух независимых депутатов, после чего к власти пришла лейбористская партия во главе с Джоном Кэртином.
В 1949 году Роберт Мензис вернулся к власти, а Фадден вновь стал заместителем премьер-министра и казначеем. Он оставался казначеем с 1949 по 1958 годы. Этот период характеризуется бурным ростом экономики, увеличением численности населения страны, индустриальным развитием.